# 巴貝克 (阿塞拜疆)
巴貝克（阿塞拜疆語： 倾听ⓘ）是阿塞拜疆的城鎮，也是巴貝克區的首府，位於該國西南部，距離納希切萬6公里，海拔高度827米，主要農業品有葡萄、穀物和蔬菜，2010年人口3,252。